# Torneo Descentralizado 2012
Torneo Descentralizado 2012 var den högsta divisionen i Peru för säsongen 2012 och vanns av Sporting Cristal. Mästerskapet kvalificerade tre lag till Copa Libertadores 2013 och fyra lag till Copa Sudamericana 2013. Mästerskapet spelades mellan februari och december 2012 och bestod av 16 lag och totalt 30 omgångar per lag (varje lag möter varje lag en gång hemma och en gång borta) i den första fasen och 14 omgångar per lag i den andra fasen. Varje lag hade chans till extrapoäng genom reservlagsserien ("Torneo de Promoción y Reserva"), där det främsta laget i reservlagsserien fick två extra poäng och det näst främsta laget en extra poäng att tillgodoräkna sig i det officiella mästerskapet.

## Första omgången
| Nr | Lag                       | S  | V  | O  | F  | GM | IM | MS  | P  |
| -- | ------------------------- | -- | -- | -- | -- | -- | -- | --- | -- |
| 1  | Sporting Cristal          | 30 | 17 | 7  | 6  | 62 | 30 | +32 | 58 |
| 2  | Real Garcilaso            | 30 | 16 | 9  | 5  | 38 | 21 | +17 | 57 |
| 3  | Universidad César Vallejo | 30 | 16 | 7  | 7  | 44 | 27 | +17 | 55 |
| 4  | Inti Gas                  | 30 | 13 | 6  | 11 | 32 | 29 | +3  | 45 |
| 5  | Juan Aurich               | 30 | 13 | 6  | 11 | 37 | 39 | −2  | 45 |
| 6  | José Gálvez               | 30 | 12 | 9  | 9  | 30 | 34 | −4  | 45 |
| 7  | Universitario             | 30 | 11 | 10 | 9  | 40 | 37 | +3  | 42 |
| 8  | Melgar                    | 30 | 11 | 8  | 11 | 35 | 34 | +1  | 41 |
| 9  | León de Huánuco           | 30 | 10 | 10 | 10 | 42 | 32 | +10 | 40 |
| 10 | Sport Huancayo            | 30 | 11 | 7  | 12 | 34 | 37 | −3  | 40 |
| 11 | Universidad San Martín    | 30 | 10 | 8  | 12 | 33 | 38 | −5  | 38 |
| 12 | Unión Comercio            | 30 | 11 | 5  | 14 | 37 | 43 | −6  | 38 |
| 13 | Alianza Lima              | 30 | 9  | 11 | 10 | 31 | 36 | −5  | 34 |
| 14 | Cienciano                 | 30 | 10 | 4  | 16 | 37 | 46 | −9  | 34 |
| 15 | Sport Boys                | 30 | 5  | 11 | 14 | 25 | 40 | −15 | 26 |
| 16 | Cobresol                  | 30 | 3  | 6  | 21 | 22 | 56 | −34 | 11 |

- Universitario fick en poängs avdrag, Alianza Lima fyra poängs avdrag och Cobresol fyra poängs avdrag.

## Andra omgången
Alla lag tog med sig sina poäng och eventuella poängavdrag från den första omgången till den andra omgången. Utöver det fick Universidad San Martín en poäng som tvåa i reservlagsserien och Juan Aurich fick två poäng som vinnare av sagda serie.
| Nr | Lag                                | S  | V  | O  | F  | GM | IM | MS  | P  |
| -- | ---------------------------------- | -- | -- | -- | -- | -- | -- | --- | -- |
| 1  | Sporting Cristal                   | 44 | 25 | 11 | 8  | 93 | 44 | +49 | 86 |
| 2  | Sport Huancayo                     | 44 | 18 | 9  | 17 | 52 | 51 | +1  | 63 |
| 3  | Inti Gas                           | 44 | 17 | 11 | 16 | 43 | 45 | −2  | 62 |
| 4  | Universidad San Martín1 extrapoäng | 44 | 16 | 12 | 16 | 49 | 52 | −3  | 61 |
| 5  | José Gálvez                        | 44 | 17 | 10 | 17 | 48 | 54 | −6  | 61 |
| 6  | Cienciano                          | 44 | 16 | 9  | 19 | 58 | 59 | −1  | 57 |
| 7  | Universitario                      | 44 | 15 | 13 | 16 | 52 | 58 | −6  | 57 |
| 8  | Cobresol                           | 44 | 6  | 8  | 30 | 33 | 82 | −49 | 22 |

| Nr | Lag                       | S  | V  | O  | F  | GM | IM | MS  | P  |
| -- | ------------------------- | -- | -- | -- | -- | -- | -- | --- | -- |
| 1  | Real Garcilaso            | 44 | 24 | 10 | 10 | 63 | 35 | +28 | 82 |
| 2  | Universidad César Vallejo | 44 | 21 | 11 | 12 | 57 | 44 | +13 | 74 |
| 3  | Juan Aurich2 extrapoäng   | 44 | 20 | 9  | 15 | 56 | 54 | +2  | 71 |
| 4  | Melgar                    | 44 | 18 | 12 | 14 | 56 | 44 | +12 | 66 |
| 5  | Unión Comercio            | 44 | 16 | 9  | 19 | 50 | 61 | −11 | 57 |
| 6  | León de Huánuco           | 44 | 13 | 15 | 16 | 54 | 47 | +7  | 54 |
| 7  | Alianza Lima              | 44 | 14 | 15 | 15 | 50 | 51 | −1  | 53 |
| 8  | Sport Boys                | 44 | 6  | 16 | 22 | 36 | 70 | −34 | 34 |

## Final
| 1 | 2 december 2012 | Real Garcilaso | 0 – 1   | Sporting Cristal | Estadio Inca Garcilaso de la Vega |                      |
|   |                 |                | (0 – 3) | Ross 33′         | Cusco Publik: 29 139              | Cusco Publik: 29 139 |
|   |                 |                |         |                  | Cusco Publik: 29 139              | Cusco Publik: 29 139 |
|   |                 |                |         |                  | Cusco Publik: 29 139              | Cusco Publik: 29 139 |

| 2 | 9 december 2012 | Sporting Cristal | 1 – 0   | Real Garcilaso | Estadio Nacional    |                     |
|   |                 | Ross 23′         | (1 – 0) |                | Lima Publik: 38 660 | Lima Publik: 38 660 |
|   |                 |                  |         |                | Lima Publik: 38 660 | Lima Publik: 38 660 |
|   |                 |                  |         |                | Lima Publik: 38 660 | Lima Publik: 38 660 |

## Sammanlagd tabell
Lag 1–3: Copa Libertadores 2013
Lag 4–7: Copa Sudamericana 2013
Lag 15–16: Nedflyttade
| Nr | Lag                                | S  | V  | O  | F  | GM | IM | MS  | P  |
| -- | ---------------------------------- | -- | -- | -- | -- | -- | -- | --- | -- |
| 1  | Sporting Cristal                   | 44 | 25 | 11 | 8  | 93 | 44 | +49 | 86 |
| 2  | Real Garcilaso                     | 44 | 24 | 10 | 10 | 63 | 35 | +28 | 82 |
| 3  | Universidad César Vallejo          | 44 | 21 | 11 | 12 | 57 | 44 | +13 | 74 |
| 4  | Juan Aurich2 extrapoäng            | 44 | 20 | 9  | 15 | 56 | 54 | +2  | 71 |
| 5  | Melgar                             | 44 | 18 | 12 | 14 | 56 | 44 | +12 | 66 |
| 6  | Sport Huancayo                     | 44 | 18 | 9  | 17 | 52 | 51 | +1  | 63 |
| 7  | Inti Gas                           | 44 | 17 | 11 | 16 | 43 | 45 | −2  | 62 |
| 8  | Universidad San Martín1 extrapoäng | 44 | 16 | 12 | 16 | 49 | 52 | −3  | 61 |
| 9  | José Gálvez                        | 44 | 17 | 10 | 17 | 48 | 54 | −6  | 61 |
| 10 | Cienciano                          | 44 | 16 | 9  | 19 | 58 | 59 | −1  | 57 |
| 11 | Universitario                      | 44 | 15 | 13 | 16 | 52 | 58 | −6  | 57 |
| 12 | Unión Comercio                     | 44 | 16 | 9  | 19 | 50 | 61 | −11 | 57 |
| 13 | León de Huánuco                    | 44 | 13 | 15 | 16 | 54 | 47 | +7  | 54 |
| 14 | Alianza Lima                       | 44 | 14 | 15 | 15 | 50 | 51 | −1  | 53 |
| 15 | Sport Boys                         | 44 | 6  | 16 | 22 | 36 | 70 | −34 | 34 |
| 16 | Cobresol                           | 44 | 6  | 8  | 30 | 33 | 82 | −49 | 22 |